# Vorarefilia
La vorarefilia (a volte abbreviata in vore) è una parafilia che associa il piacere sessuale, all'atto di essere mangiati, mangiare un altro individuo, osservare l'atto e, in senso stretto, all'atto di mangiare. Poiché tali fantasie non possono solitamente essere simulate nella realtà, esse vengono spesso espresse in racconti o disegni condivise su Internet. La parola vorarefilia dal verbo latino vorare ("ingoiare" o "divorare"), e dal greco antico φιλία (philía, "amore"). 
Le fantasie solitamente vedono la vittima venire ingoiata per intero, nonostante sia possibile che questa venga anche masticata. La digestione può essere inclusa.

## Descrizione

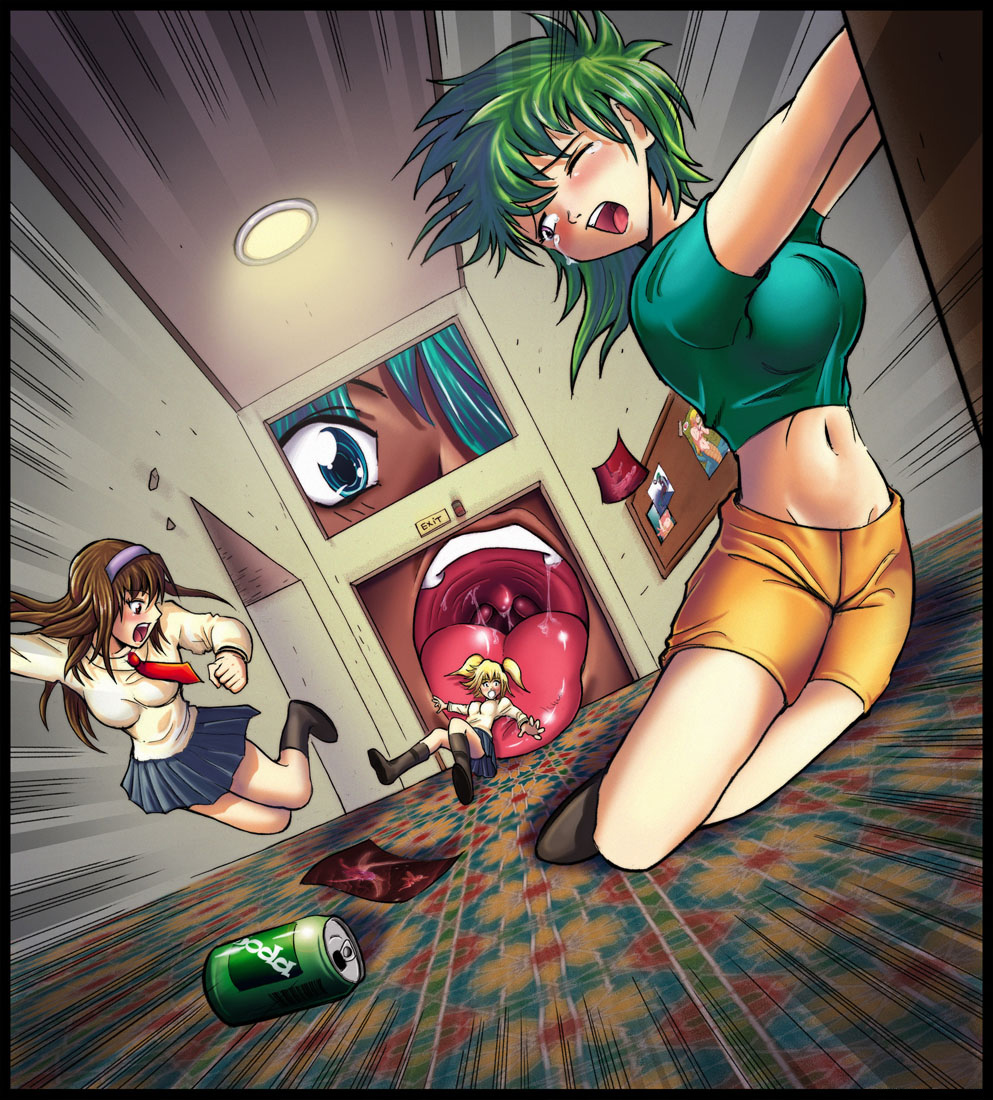
Esempio di vorarefilia in un'illustrazione manga

La fantasia può includere anche il fatto di essere ingeriti da vivi e quindi parte del feticismo può essere dato dalla fantasia di essere digeriti. Vista l'impossibilità di attuazione di questo feticcio nella vita reale, esso è più comunemente goduto tramite immagini, racconti erotici, video e videogiochi. In alcuni casi la vorarefilia può essere una variazione della macrofilia e può essere associata ad altri feticci (eproctofilia, maiesiophilia, endosomatofilia, ecc.).
La parola vorarefilia deriva dal latino vorare che significa "mangiare", "divorare" associato alla parola greca philia, che significa "amore".